# Seznam osobností vyznamenaných 28. října 1995
Seznam osobností, které prezident České republiky Václav Havel vyznamenal nejvyššími státními vyznamenáními 28. října 1995. Jednalo se o prvé vyznamenání v historii samostatné České republiky.

## Řád Bílého lva
- generálmajor v.v. Ing. Jan Bret
- Jeho Veličenstvo Juan Carlos I., španělský král
- plukovník v.v. Lubomír Dvořák
- plukovník v.v. Vladimír Garncarz
- generálmajor v.v. Miroslav Kácha
- armádní generál Antonín Hasal, in memoriam
- generálmajor v.v. Felix Peřka
- podplukovník v.v. Oldřich Skácel
- Veleslav Wahl, in memoriam, účastník odboje proti nacismu

## Řád Tomáše Garrigua Masaryka

### I. třídy
- PhDr. Karel Čapek, in memoriam
- JUDr. Ladislav Karel Feierabend, in memoriam
- Pavel Tigrid
- Charles A. Vanik
- Prof. PhDr. René Wellek
- JUDr. Ladislav Rašín, in memoriam
- Mons. ThLic. Karel Otčenášek

### II. třídy
- Bernard Braine
- Dr. Karel Hrubý
- Karel Poláček, in memoriam
- JUDr. Mojmír Povolný
- Wolfgang Scheur
- ThDr. Antonín Alois Weber, in memoriam
- František Langer, in memoriam

### III. třídy
- JUDr. Vilém Brzorád, in memoriam
- Doc. PhDr. Josef Fischer, in memoriam
- Prof. PhDr. Ladislav Hejdánek
- PhDr. Zdeněk Rotrekl

## Medaile Za hrdinství
- podplukovník Ing. Petr Pavel
- podporučík Petr Valeš, in memoriam
- podporučík Luděk Zeman, in memoriam

## Medaile Za zásluhy

### I. stupeň
- Miloš Forman
- PhDr. Jan Grossman
- P. František Hála
- Antonín Hampl, in memoriam
- Hermann Huber
- prof. Karel Husa
- prof. Volfgang Jankovec, in memoriam
- P. Josef Jílek, in memoriam
- Josef Josten, in memoriam
- Milan Kundera
- JUDr. Jan Viktor Mládek, in memoriam
- Dr. Josef Pejskar
- prof. Dr. Ferdinand Seibt
- Ing. Lubor J. Zink

### II. stupeň
- Věra Čáslavská
- Bettina Fehrová
- Jaroslav Ježek, in memoriam
- Klaus Juncker
- Karel Kryl, in memoriam
- Marta Kubišová
- Marie Ch. Metternichová
- Jiří Suchý
- Jiří Voskovec, in memoriam
- Karel A. Waldstein
- Jan Werich, in memoriam